# Чилісу-Анзас
Чилісу́-Анза́с (рос. Чилису-Анзас) — селище у складі Таштагольського району Кемеровської області, Росія. Входить до складу Усть-Кабирзинського сільського поселення.

## Населення
Населення — 52 особи (2010; 71 у 2002).
Національний склад (станом на 2002 рік):
- шорці — 91 %